# Bigfork (Minnesota)
Bigfork é uma cidade localizada no estado americano de Minnesota, no Condado de Itasca.

## Demografia
Segundo o censo americano de 2000, a sua população era de 469 habitantes. 
Em 2006, foi estimada uma população de 451, um decréscimo de 18 (-3.8%).

## Geografia
De acordo com o United States Census Bureau tem uma área de 
4,7 km², dos quais 4,6 km² cobertos por terra e 0,1 km² cobertos por água. Bigfork localiza-se a aproximadamente 399 m acima do nível do mar.

## Localidades na vizinhança
O diagrama seguinte representa as localidades num raio de 48 km ao redor de Bigfork. 